# Aggrey Awori
Aggrey Siryoyi Awori, né le 23 février 1939 et mort le 5 juillet 2021, est un athlète et homme politique ougandais.

## Biographie
Il participe aux épreuves d'athlétisme des Jeux olympiques d'été de 1960 à Rome, où il est éliminé en séries du 100 mètres, du 110 mètres haies et du relais 4 x 100 mètres. Aux Jeux olympiques d'été de 1964 à Tokyo, il est éliminé en séries du 200 mètres, du 110 m haies et du relais 4 x 100 mètres.
Il a été ambassadeur de l'Ouganda aux États-Unis jusqu'en 1985, puis en Belgique de 1985 à 1987.
Membre du Congrès du peuple ougandais, il est membre du Parlement de l'Ouganda de 2001 à 2006 et Ministre de l'Information et des Communications de 2009 à 2011. Il est candidat à l'élection présidentielle ougandaise de 2001.
Il meurt le 5 juillet 2021 à l'âge de 82 ans dans un hôpital privé de Naalya, dans la banlieue de Kampala.